# François André Michaux

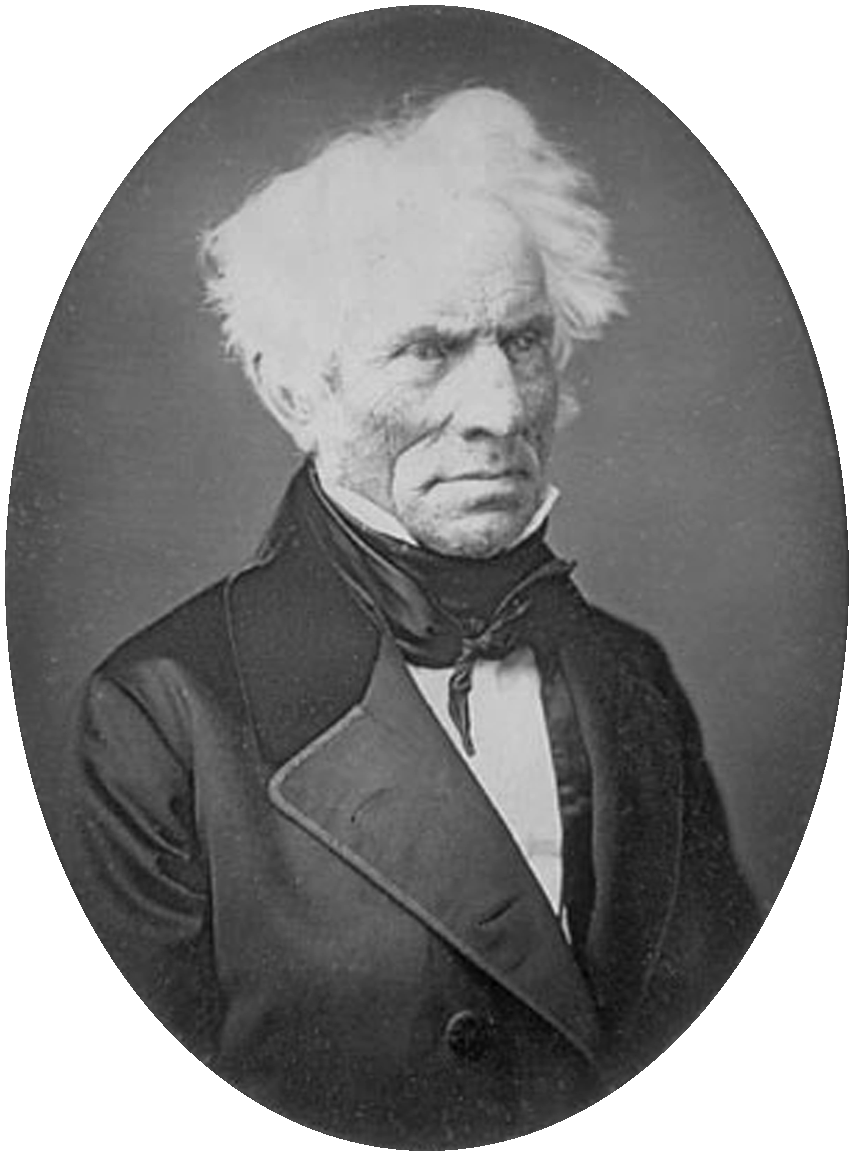
François André Michaux

François André Michaux (* 16. August 1770 in Satory bei Versailles; † 23. Oktober 1855) war ein französischer Botaniker. Sein offizielles botanisches Autorenkürzel lautet „F.Michx.“    

## Leben
François André Michaux ging 1785 mit seinem Vater, dem Botaniker André Michaux (1746–1802), in die USA, wo er für den königlichen botanischen Garten Pflanzen sammeln sollte. Der Vater gründete eine Baumschule in Hackensack (New Jersey) für den Export nach Frankreich. Ab 1787 leitete Francois Andre Michaux einen Ableger der Baumschule in Charleston (South Carolina). Er reiste zu Forschungszwecken im Tennessee-Tal, in den Allegheny Mountains, in Florida und auf den Bahamas (wo ihn die Briten vorübergehend internierten als sie sein Schiff aufbrachten). 1790 kehrte Michaux nach Frankreich zurück um Medizin zu studieren. Er nahm dann an der Französischen Revolution teil. Sein Vater kehrte 1796 zurück (wobei ihm sein Sohn bei der Kultivierung der mitgebrachten Bäume half) und starb 1802 auf einer Expedition in Madagaskar. Im selben Jahr ging der Sohn auf Wunsch der französischen Regierung wieder in die USA, um die Baumschule aufzulösen. Er reiste von Charleston, wo sein Schiff im Oktober 1801 eintraf, nach New Jersey, dessen Wälder er mit David Hosack durchstreifte und bei dieser Gelegenheit Hosacks neuen Elgin Botanic Garden in New York besuchte, besuchte Philadelphia (wo er das Arboretum von William Hamilton in Woodlands besuchte), Pennsylvania, Kentucky und Tennessee, und kehrte Ende 1803 nach Frankreich zurück. Er war 1806 wieder in den USA, wobei er 1809 die Ostküste von Maine bis Georgia und den Großen Seen erforschte. Danach ging er wieder nach Frankreich.
Michaux war der Autor des bedeutendsten Buches über Bäume Nordamerikas im 19. Jahrhundert, das 1810 bis 1813 in Paris erschien. Zu den Illustratoren gehörten Pierre-Joseph Redouté, Henri Redouté, Pancrace Bess und für das Supplement Thomas Nuttall (Kurator des Botanischen Gartens der Harvard University).
1820 bis 1855 war er Leiter der Versuchsstation der Société Centrale de l’Agriculture. In dieser Funktion gründete er 1833 ein Arboretum auf dem Gelände des Schlosses von Harcourt. Es besteht noch heute.
1834 bis 1840 und 1846 bis 1855 war er Bürgermeister von Vauréal (Val-d’Oise).

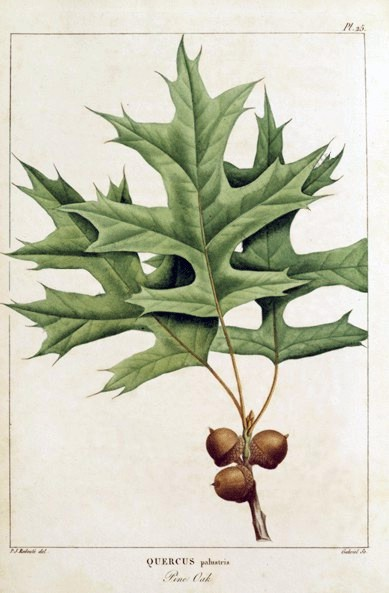
Quercus palustris aus The North American Sylva von Michaux, 1859

## Ehrungen
Er war Ritter der Ehrenlegion und Mitglied der American Philosophical Society (1809) sowie korrespondierendes Mitglied der Académie des sciences (1816).
Die Pflanzengattung Michauxia ist aber nicht nach ihm, sondern nach seinem Vater André Michaux benannt.

## Schriften
- Histoire des Arbes forestiers del’Amerique, 3 Bände, Paris: L. Haussmann et d’Hautel, 1810 bis 1813
  - Englische Ausgabe: The North American Sylva, or, a description of the forest trees of the United States, Canada, and Nova Scotia. Considered particularly with respect to their use in the arts and their introduction into commerce. To which is added a description of the most useful of the European forest trees, 1818/19, neue Auflage Philadelphia: Robert Smith 1852 (mit 156 Tafeln, übersetzt von Augustus Lucas Hillhouse; eine vierbändige Ausgabe mit 121 zusätzlichen Tafeln von Bäumen der Rocky Mountains und Pazifikküste, dem Mittleren Westen und von Michaux übersehenen Arten von Thomas Nuttall erschien 1853) Digitalisat
- Voyage à l’ouest des monts Alléghanys dans les États de l’Ohio, du Kentucky et du Tennessee, et retour à Charleston par les Hautes-Carolines... entrepris pendant l’an X, Paris: Levrault, Schoell et Cie, 1804
  - Das Buch wurde auch ins Englische (1804) und ins Deutsche übersetzt: Reise in das Innere der nordamericanischen Freistaaten westlich der Alleghany Gebirge, Weimar: F.C. pr. Landes 1805